# اثرگذار (زیست‌شناسی)

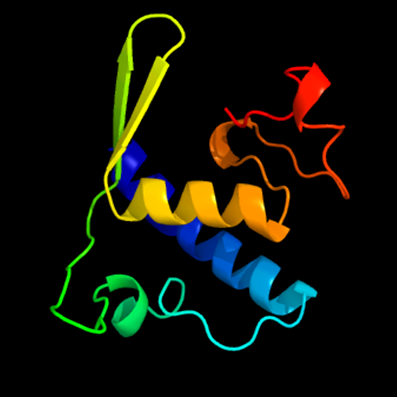
چند مولکول اثرگزار

در زیست‌شیمی، یک مولکول اثرگذار معمولاً یک مولکول کوچک است که به‌طور انتخابی به یک پروتئین متصل می‌شود و فعالیت بیولوژیکی آن را تنظیم می‌کند. به این ترتیب، مولکول‌های عامل به عنوان لیگاندهایی عمل می‌کنند که می‌توانند فعالیت آنزیم، بیان ژن یا نشانکدهی سلولی را افزایش یا کاهش دهند. مولکول‌های اثرگذار همچنین می‌توانند به‌طور مستقیم فعالیت برخی از مولکول‌های mRNA (ریبوسوئیچ) را تنظیم کنند.
در برخی موارد، پروتئین‌ها را می‌توان به عنوان مولکول‌های مؤثر، به‌ویژه در آبشارهای انتقال نشانک سلولی، در نظر گرفت.
واژه اثرگذار در سایر زمینه‌های زیست‌شناسی استفاده می‌شود. به عنوان مثال، پایانه اثرگذار یک نورون انتهایی است که در آن آسه با عضله یا اندامی که آن را تحریک یا سرکوب می‌کند تماس پیدا می‌کند.

## انواع
- فعال‌کننده آنزیم
- بازدارنده آنزیم